# Jonathan Ogden

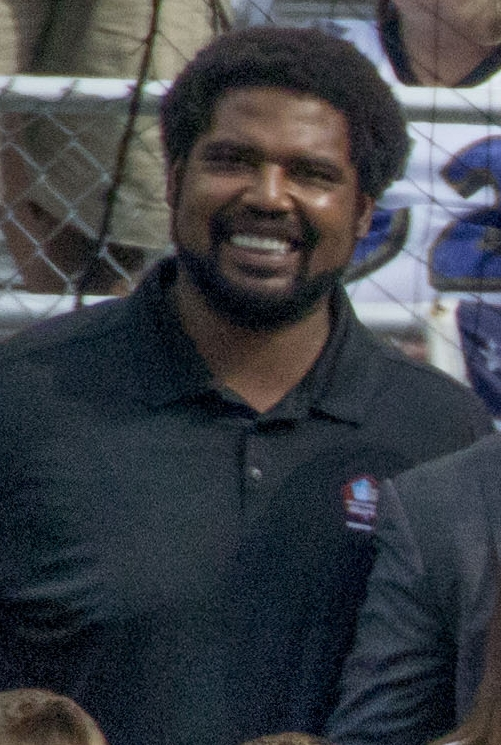
Jonathan Ogden em 2014.

Jonathan Phillip Ogden (31 de julho de 1974, Washington, D.C.) é um ex-jogador profissional de futebol americano que atuava na posição de offensive tackle na NFL. Ogden foi selecionado para 11 Pro Bowls e campeão do Super Bowl XXXV jogando pelo Baltimore Ravens.